# Rodolfo Amoedo
Rodolfo Amoedo (11. prosince 1857 Salvador – 31. května 1941 Rio de Janeiro) byl brazilský malíř a návrhář interiérů, představitel akademického realismu.
Bylo mu jedenáct let, když se jeho rodina přestěhovala z Bahie do Rio de Janeira. Malovat se učil u Victora Meirellese a pak navštěvoval císařskou výtvarnou akademii, kde byl jeho učitelem João Zeferino da Costa.
Díky obrazu Ábelova oběť získal od akademie stipendium, které mu umožnilo v letech 1879 až 1887 pobývat v Paříži. Studoval zde na Julianově akademii a na École des Beaux-Arts, třikrát se zúčastnil Pařížského salonu. Jeho hlavními vzory se stali Alexandre Cabanel, Pierre Puvis de Chavannes a Jules Lefebvre.
Po návratu do Brazílie založil Ateliê Livre a snažil se vnést od domácího umění aktuální světové trendy. Je autorem výzdoby v Palácio do Itamaraty, vytvořil také fresky pro soudní budovu, knihovnu a městské divadlo v Riu. Působil také ve Fortaleze, kde se zachovala jeho malba v Theatro José de Alencar. V roce 1908 získal zlatou medaili na celostátní výstavě ke stému výročí otevření brazilských přístavů. V letech 1888 až 1934 byl profesorem na Escola Nacional de Belas Artes, kde navzdory svému uměleckému konzervatismu prosazoval moderní metody výuky. K jeho studentům patřili Candido Portinari a Lucílio de Albuquerque.
Amoedo zpracovával náměty z bible a antické mytologie, vynikl především jako tvůrce portrétů a aktů. Byl ovlivněn romantismem a jeho zájem o původní obyvatele Brazílie se projevil v obrazech Poslední Tamoio a Marabá. V jeho pozdější tvorbě se objevily i ohlasy impresionismu a orientalismu. Po jeho úmrtí byla velká kolekce obrazů věnována Národnímu výtvarnému muzeu v Rio de Janeiru.

## Galerie

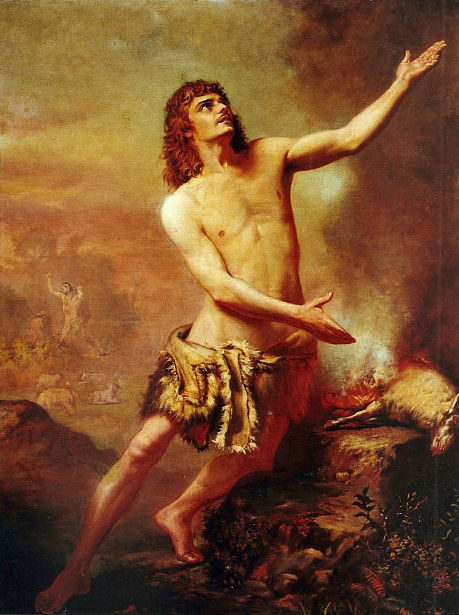
Ábelova oběť
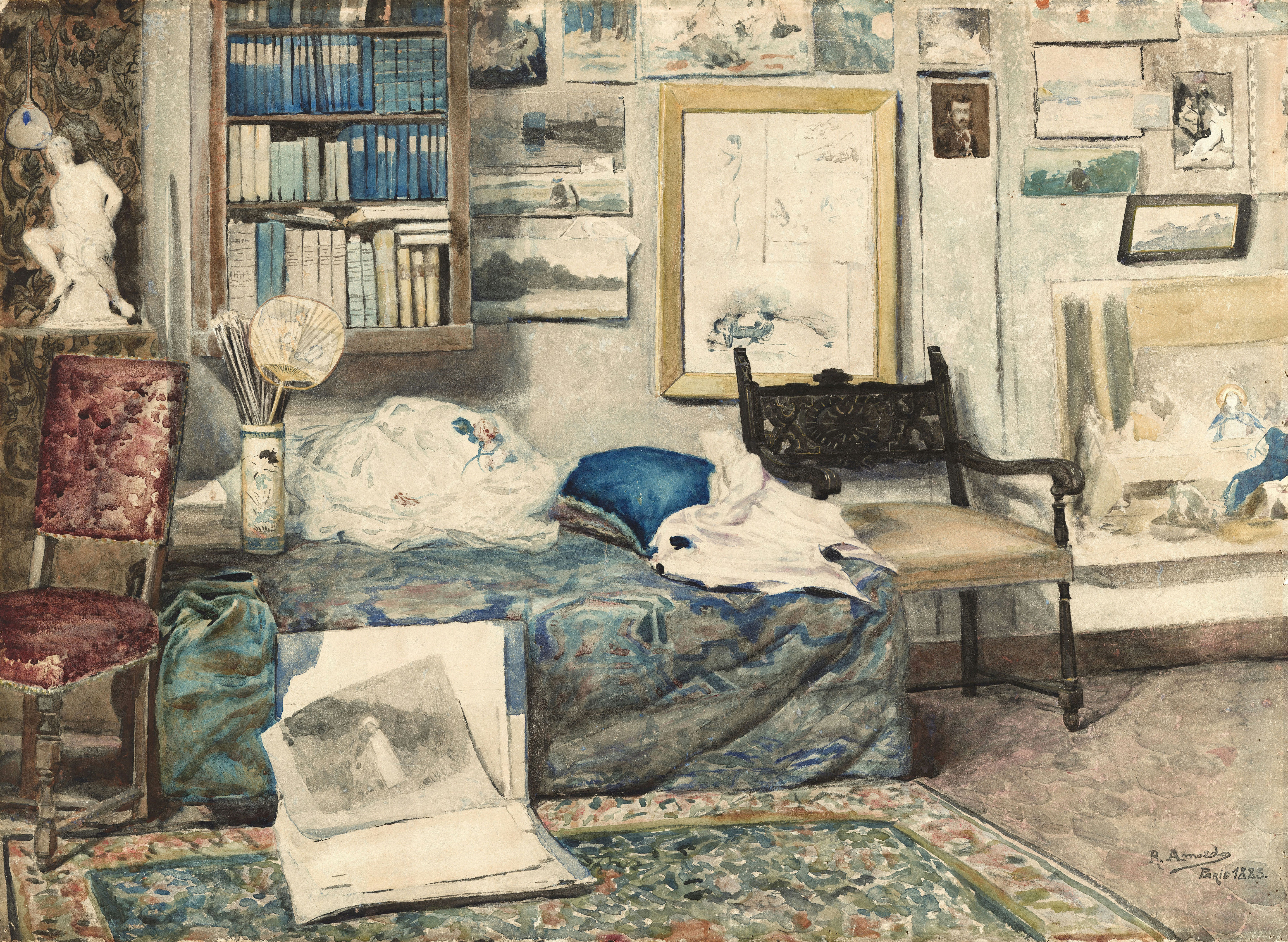
Ateliér pařížského umělce
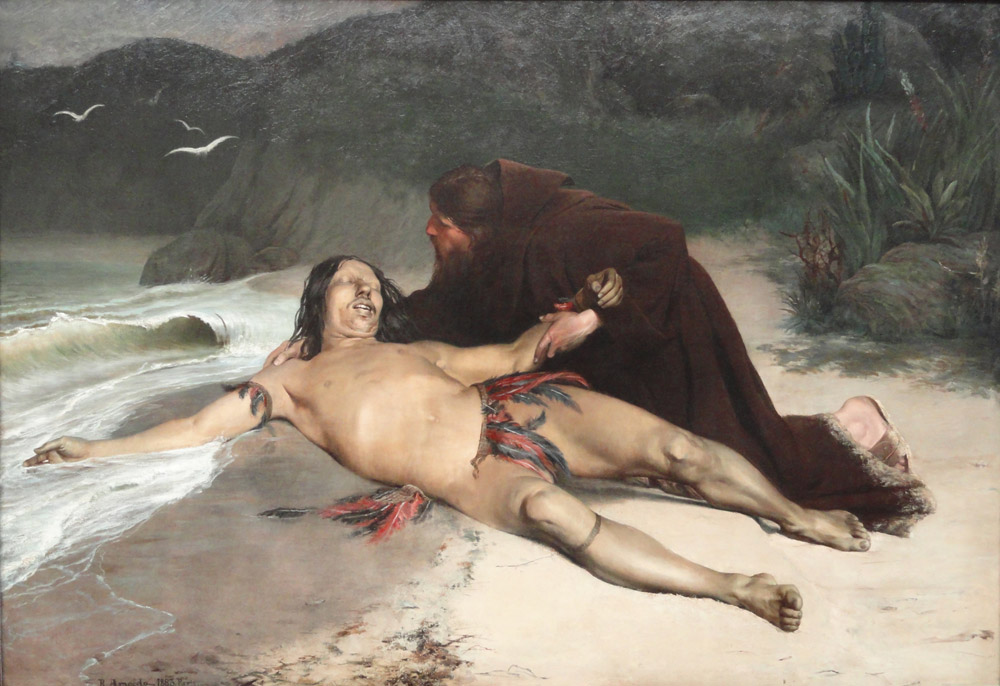
Poslední Tamoio
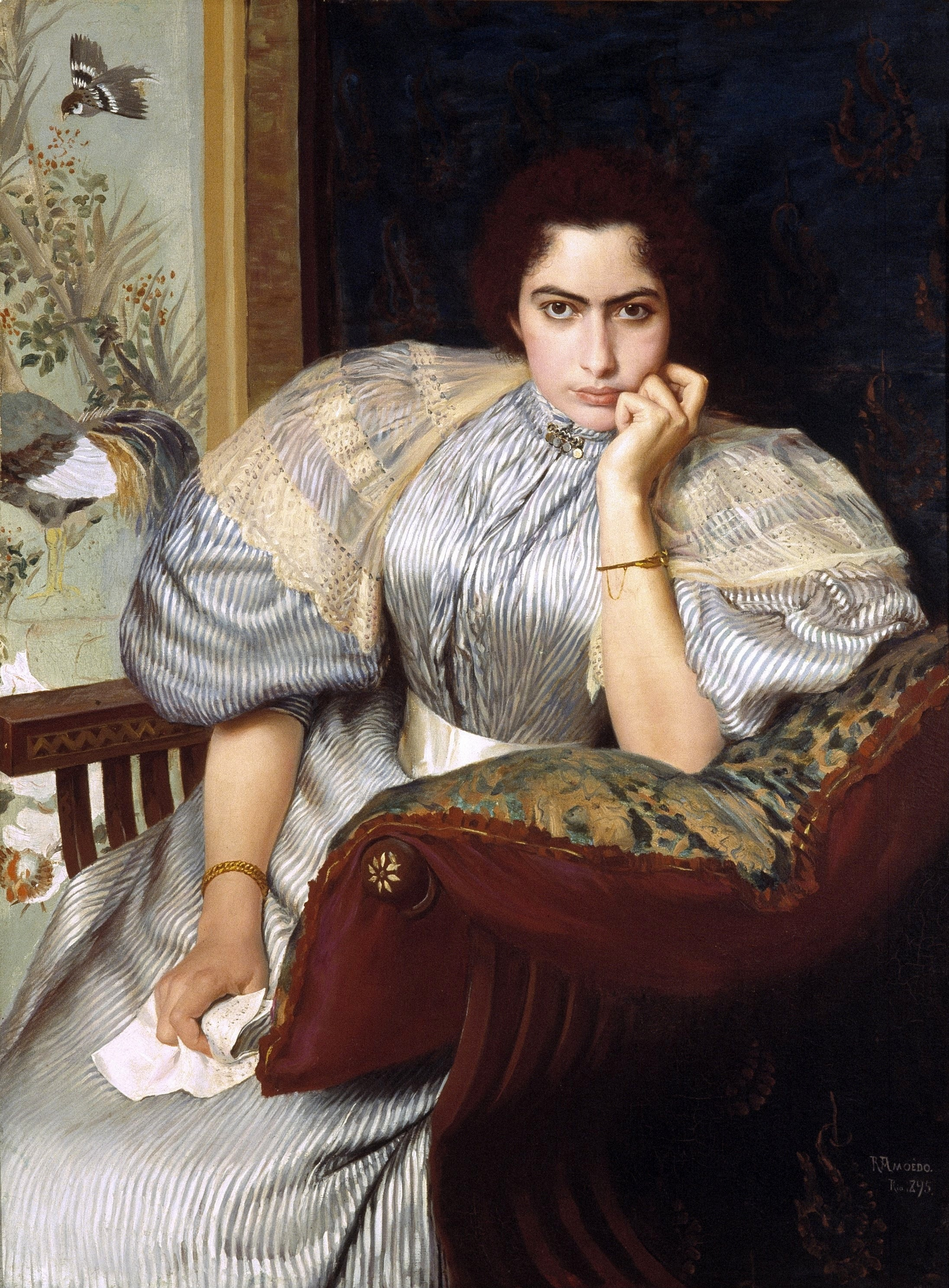
Špatné zprávy
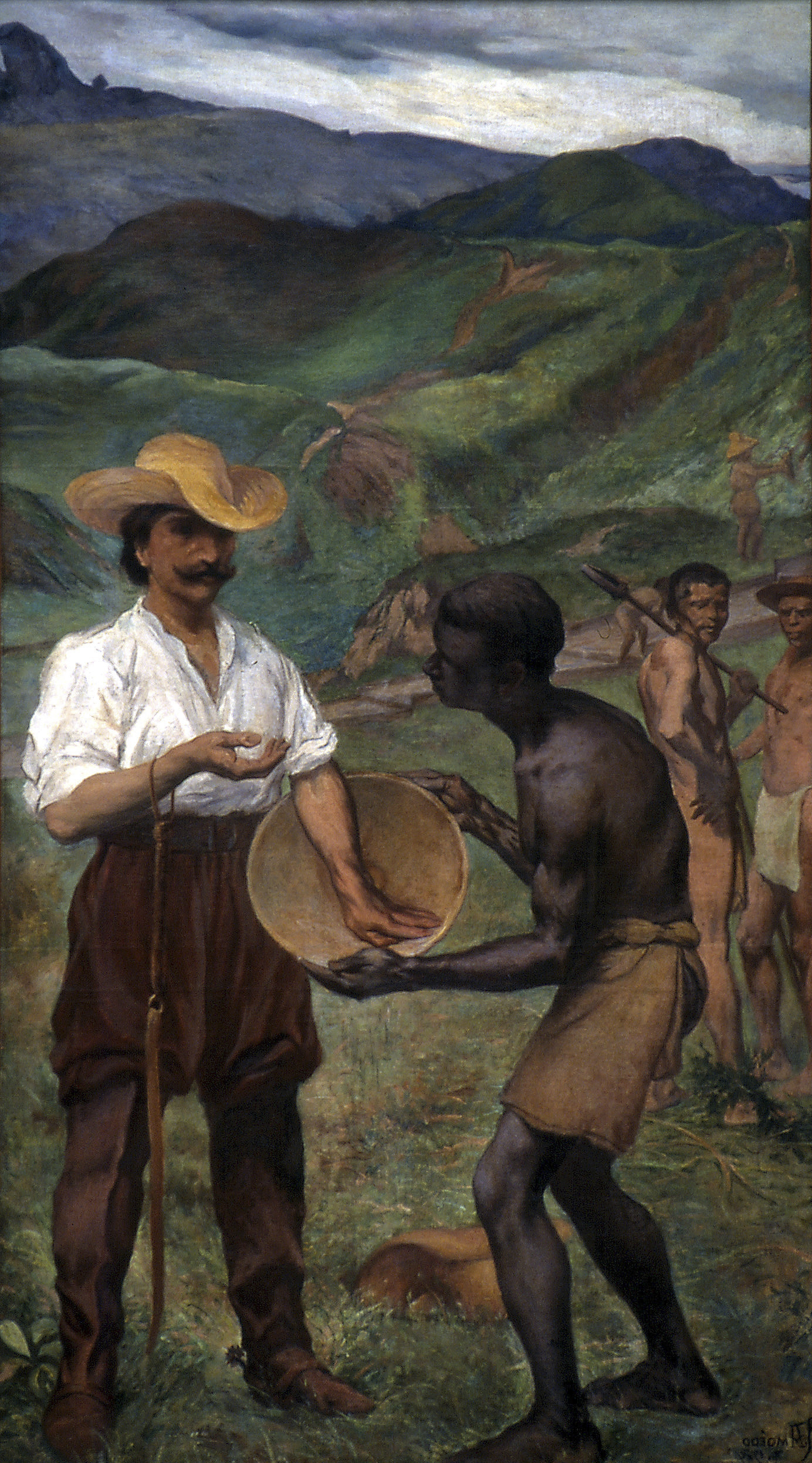
Zlatá horečka